# Unité urbaine de Bailly-Romainvilliers
L'unité urbaine de Bailly-Romainvilliers est une unité urbaine française centrée sur Bailly-Romainvilliers, commune de Seine-et-Marne en région Île-de-France.

## Données générales
En 2010, selon l'INSEE, l'unité urbaine de Bailly-Romainvilliers était composée de deux communes, situées dans le département de Seine-et-Marne, plus précisément dans l'arrondissement de Torcy.
Dans le nouveau zonage de 2020, elle est composée de quatorze communes du fait de sa fusion avec l'ancienne unité urbaine d'Esbly.
En 2022, avec 53 002 habitants, elle constitue la troisième unité urbaine du département de Seine-et-Marne après l'unité urbaine de Paris (partie Seine-et-Marne) et l'unité urbaine de Meaux et devant l'unité urbaine de Fontainebleau et occupe le 3e rang dans la région Île-de-France.
En 2021, sa densité de population s'élève à 556 hab/km2. Par sa superficie, elle ne représente que 1,6 % du territoire départemental mais, par sa population, elle regroupe 3,68 % de la population du département de Seine-et-Marne.

## Composition de l'unité urbaine en 2020
Elle est composée des quatorze communes suivantes :
| Nom                     | Code Insee | Département    | Statut       | Superficie (km2) | Population (dernière pop. légale) | Densité (hab./km2) | Modifier                                    |
| ----------------------- | ---------- | -------------- | ------------ | ---------------- | --------------------------------- | ------------------ | ------------------------------------------- |
| Bailly-Romainvilliers   | 77018      | Seine-et-Marne | ville-centre | 8,72             | 7 049 (2022)                      | 808                | modifier les données · modifier les données |
| Crécy-la-Chapelle       | 77142      | Seine-et-Marne | ville-centre | 15,78            | 4 881 (2022)                      | 309                | modifier les données · modifier les données |
| Esbly                   | 77171      | Seine-et-Marne | ville-centre | 3,12             | 6 237 (2022)                      | 1 999              | modifier les données · modifier les données |
| Magny-le-Hongre         | 77268      | Seine-et-Marne | ville-centre | 4,66             | 9 058 (2022)                      | 1 944              | modifier les données · modifier les données |
| Quincy-Voisins          | 77382      | Seine-et-Marne | ville-centre | 10,33            | 5 506 (2022)                      | 533                | modifier les données · modifier les données |
| Condé-Sainte-Libiaire   | 77125      | Seine-et-Marne | banlieue     | 2,15             | 1 470 (2022)                      | 684                | modifier les données · modifier les données |
| Couilly-Pont-aux-Dames  | 77128      | Seine-et-Marne | banlieue     | 4,75             | 2 131 (2022)                      | 449                | modifier les données · modifier les données |
| Coupvray                | 77132      | Seine-et-Marne | banlieue     | 8,09             | 3 008 (2022)                      | 372                | modifier les données · modifier les données |
| Coutevroult             | 77141      | Seine-et-Marne | banlieue     | 7,08             | 1 191 (2022)                      | 168                | modifier les données · modifier les données |
| Isles-lès-Villenoy      | 77232      | Seine-et-Marne | banlieue     | 6,97             | 1 136 (2022)                      | 163                | modifier les données · modifier les données |
| Montry                  | 77315      | Seine-et-Marne | banlieue     | 2,86             | 3 872 (2022)                      | 1 354              | modifier les données · modifier les données |
| Saint-Germain-sur-Morin | 77413      | Seine-et-Marne | banlieue     | 4,81             | 3 892 (2022)                      | 809                | modifier les données · modifier les données |
| Villiers-sur-Morin      | 77521      | Seine-et-Marne | banlieue     | 6,28             | 2 067 (2022)                      | 329                | modifier les données · modifier les données |
| Voulangis               | 77529      | Seine-et-Marne | banlieue     | 9,58             | 1 504 (2022)                      | 157                | modifier les données · modifier les données |

## Évolution démographique
| 1968   | 1975   | 1982   | 1990   | 1999   | 2009   | 2014   | 2021   |
| ------ | ------ | ------ | ------ | ------ | ------ | ------ | ------ |
| 11 874 | 18 336 | 21 639 | 26 421 | 34 513 | 44 686 | 50 309 | 52 897 |

#### Données générales
- Unité urbaine
- Aire d'attraction d'une ville
- Liste des unités urbaines de France

#### Données démographiques en rapport avec l'unité urbaine de Bailly-Romainvilliers
- Aire d'attraction de Paris
- Arrondissement de Torcy

#### Données en rapport avec la Seine-et-Marne
- Démographie de Seine-et-Marne